# Đàm Quang Trung
Đàm Quang Trung (Hà Quảng, 12 settembre 1921 – Hanoi, 3 marzo 1995) è stato un generale vietnamita, che ha servito durante la Guerra d'Indocina, la Guerra del Vietnam e la Guerra sino-vietnamita.

## Biografia
Đàm Quang Trung aderì al Partito Comunista del Vietnam nel 1939. Nel 1940 fu imprigionato dalle autorità coloniali francesi, ma fu rilasciato poco dopo. nel settembre 1944, inizio a costruire una forza di guerriglia sul nord del confine del Vietnam con la Cina. Nel dicembre dello stesso anno, aderì al movimento di guerriglia comunista. Durante la Rivoluzione di agosto nel 1945, servì come comandante di una compagnia di Viet Minh. In seguito alla fondazione della Repubblica Democratica del Vietnam (Vietnam del Nord) prese il comando di una compagnia e fu anche l'ufficiale capo per la zona speciale di Hanoi. Durante la Guerra d'Indocina, fu promosso a generale. dal 1946 al 1954 fu il comando della zona interna V e dal 1953 al 1954 fu vice-comandante della 312ª divisione di fanteria.